# Jean Carondelet (archevêque)
Pour les articles homonymes, voir Carondelet.
Jean Carondelet (1469-1544) fut chancelier de Flandre et de Bourgogne, conseiller de Charles Quint et archevêque de Palerme.

## Biographie
Né en 1469 à Dole, il est issu d’une noble, riche et influente famille. Il est le fils de Jean Carondelet (1428-1501), grand chancelier de Flandre et Bourgogne de l'empereur Maximilien de Habsbourg, et de Marguerite de Chassey (-1511). Il eut pour frère Claude et Ferry Carondelet.
En 1493 Jean Carondelet fut nommé doyen de l’université de Besançon et était en 1503 conseiller ecclésiastique au conseil souverain de Malines.
Charles Quint le nomma conseiller privé. Il accompagna le jeune souverain de 1517 à 1519 en Espagne et présida le conseil de Bruxelles en 1527.
Ami d'Érasme comme le prouve sa correspondance, il acheva, à ses frais, la fondation du collège Saint-Donat de Louvain. Il se fit portraiturer dans les années 1510 par Quentin Massys en chanoine, coiffé d’un bonnet carré et tenant un livre à la main, conservé au sein des collections des princes du Liechtenstein et vers 1517 par Jean Gossaert dans un diptyque conservé au musée du Louvre le représentant avec la vierge, en tant qu’"Haut doyen de Besançon", le revers représente ses armes et un crâne. Il se serait aussi fait représenter par Hans Holbein.
Il devient plus tard archevêque de Palerme, où il ne résida jamais. Il succéda à son frère Ferry en tant qu’abbé commendataire de Montbenoît dans le Doubs. Il démissionna de ses fonctions en 1540 et mourut le 7 février 1544 dans la maison familiale de Malines. Il fut enterré dans un tombeau de marbre en la cathédrale Saint-Donatien de Bruges où il est représenté avec ses ornements pontificaux.
On lui connaît une fille, nommée Marguerite Carondelet, qu'il eut d'une certaine Catherine, et qui fut légitimée en juillet 1517.

## Tombeau
À la suite de la destruction de la cathédrale Saint-Donatien pendant la Révolution française, le monument funéraire de Jean Carondelet a été transféré partiellement à l'actuelle cathédrale Saint-Sauveur de Bruges où on peut toujours le voir.

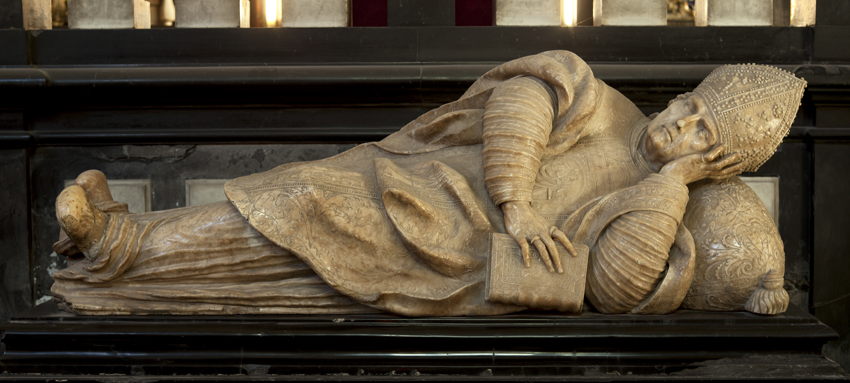
Gisant de Jean Carondelet à la cathédrale Saint-Sauveur de Bruges.
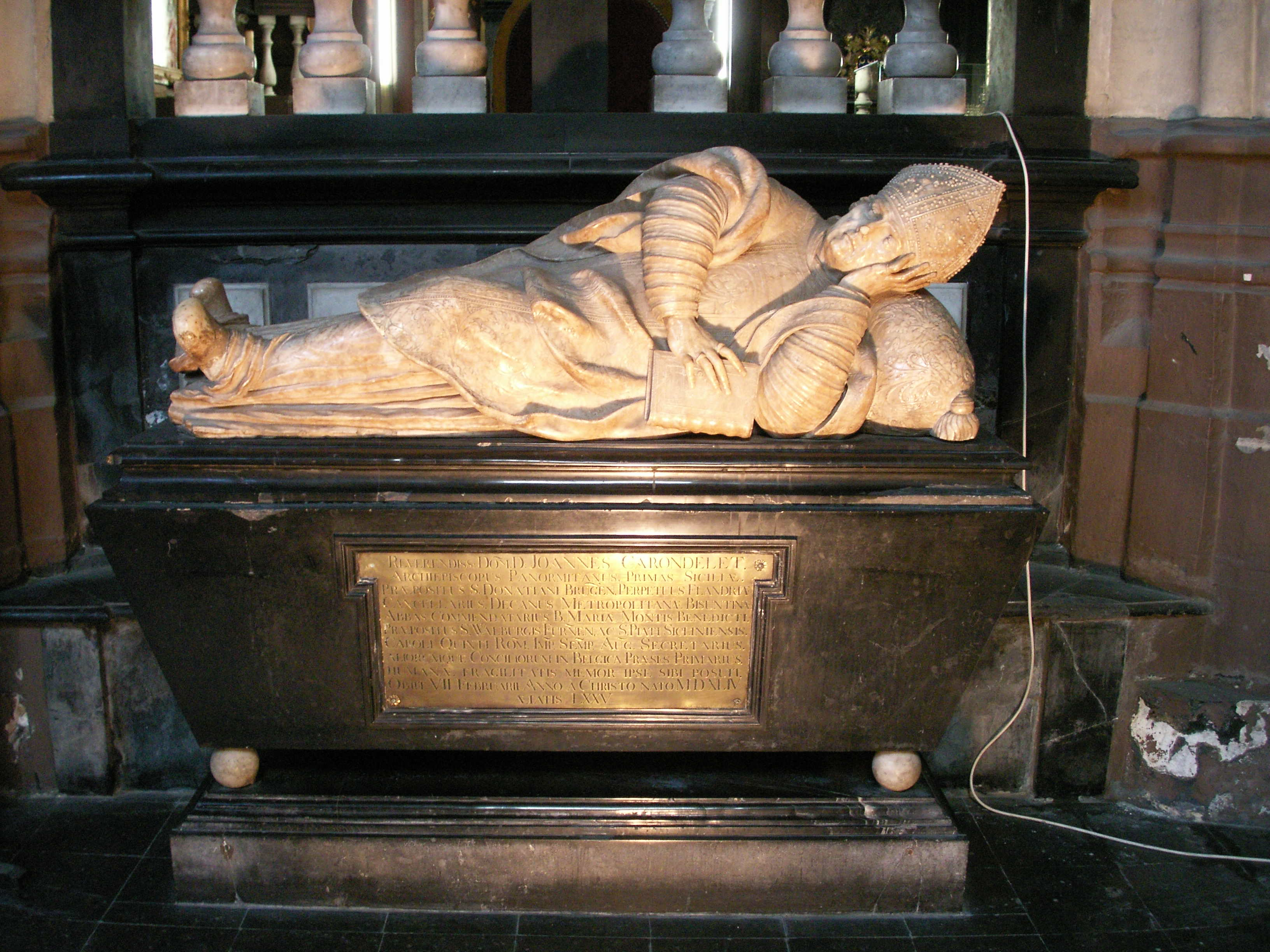
Vue d'ensemble du mausolée de Jean Carondelet.